# Digitaria gymnotheca
Digitaria gymnotheca là một loài thực vật có hoa trong họ Hòa thảo. Loài này được Clayton mô tả khoa học đầu tiên năm 1974.